# Lydec
La Lydec (en arabe : ليدك)  ou Lyonnaise des Eaux de Casablanca, est une filiale marocaine du groupe français Veolia, après avoir appartenu au groupe français Suez jusqu'en janvier 2022.  En 2024, la SRM, Société Régionale Multiservices Casablanca-Settat est créée et Veolia lui cède l'intégralité de ses actions Lydec. Le contrat de la Lydec qui doit durer jusqu'en 2027 est rompu à la suite de la reprise par SRM.
Depuis 1997, elle gère la distribution d’eau potable et d’électricité, la collecte des eaux usées et pluviales et l’éclairage public pour plus de quatre millions d’habitants de la Région du Grand Casablanca.
En 2018, son effectif est constitué de 3326 collaborateurs et son chiffre d'affaires s’élève à 7,2 milliards de dirhams soit environ 682 millions d'euros.
Depuis l'été 2005 jusqu'en 2022, l’entreprise est cotée à la Bourse de Casablanca.

## Histoire
La Lydec ou Lyonnaise des Eaux de Casablanca a pour objet social gestion déléguée de service public sur la distribution d’eau potable, l’assainissement liquide, la distribution d’électricité et l’éclairage public.
Le contrat est signé le 28 avril 1997 à Rabat entre la Lydec, représentée par son PDG, Jérôme Monod, le président du conseil de la Communauté urbaine de Casablanca, Abdelmoughit Slimani, sous l'encadrement du ministre de l’Intérieur, Driss Basri.
Le contrat aurait été signé de gré à gré sans aucun appel d’offres. Dominique Strauss-Khan aurait joué un rôle dans l'obtention du contrat par Suez.
Lors de l'été 2005, la Lydec est introduite au sein de la Bourse de Casablanca et est conseillée par la banque d'affaires CFG fondée par Adil Douiri.
En 2014, la Cour des Comptes relève de graves dysfonctionnements dans la gestion de la Lydec .
En septembre 2021, le ministère de l'intérieur marocain annonce une réforme majeure de la gestion déléguée des services publics. Au lieu d'entreprises privées, des sociétés régionales multiservices verront le jour et fourniront des prestations contractualisées au service des communes .

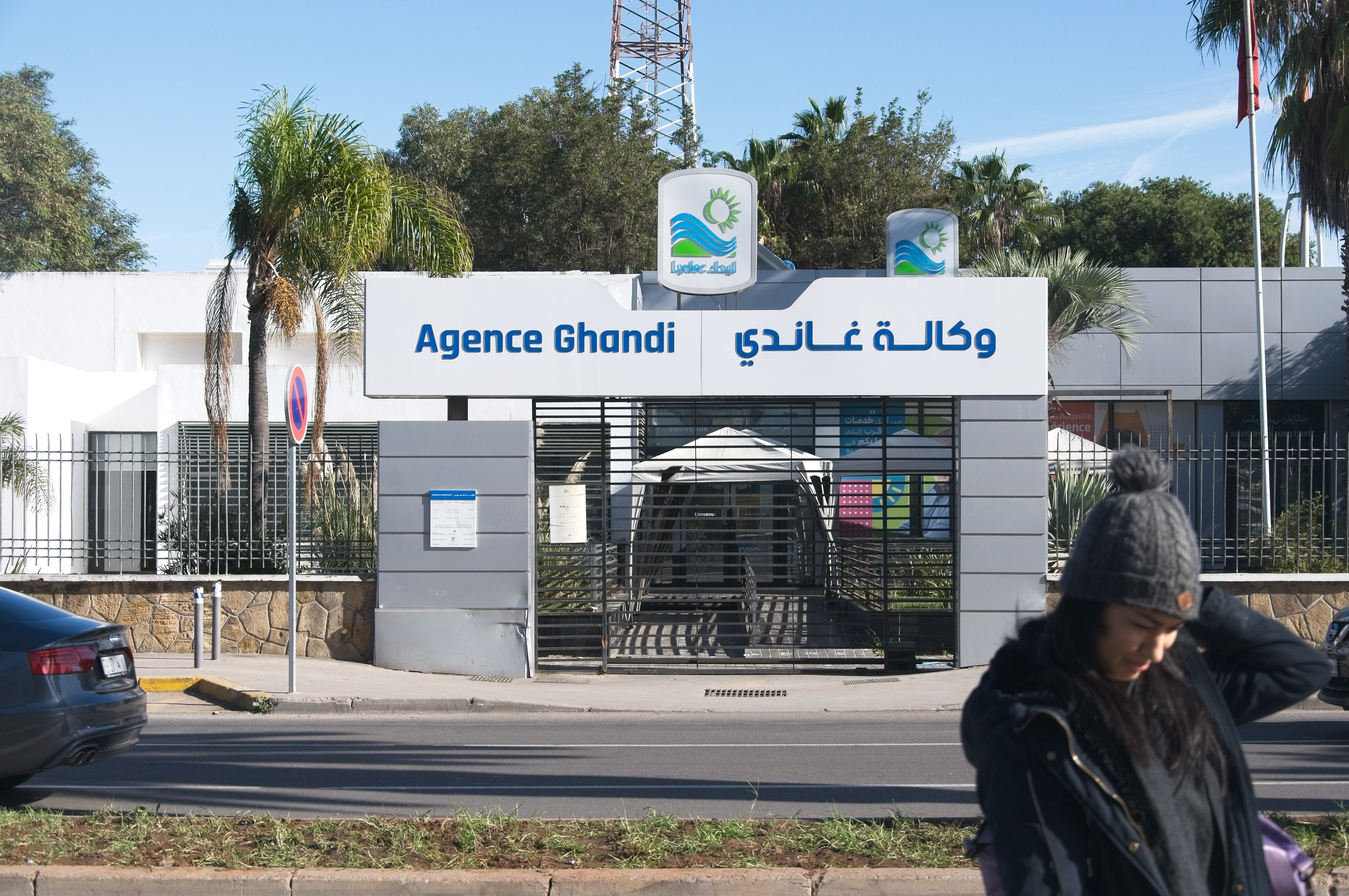
L'agence Lydec Ghandi à Casablanca le 25/12/2022

Début 2022, et après de très fortes tensions, le géant français Veolia absorbe son rival historique Suez dans une OPA.
Tout le conseil d'administration de Suez démissionne .
Le groupe Veolia, était déjà présent au Maroc à travers Amendis (Tanger) et Redal (Rabat).
La Commission Européenne autorise la fusion mais, au nom de la concurrence, Veolia doit s’engager à céder l’essentiel des activités de Suez en France . La Lettre A décrit la Lydec comme le joyau marocain de Suez.
Le 28 janvier 2022, Veolia Environnement, annonce aux autorités marocaines qu'elle détient directement la majorité (51%) des actions Lydec.
Le contrat de la Lydec dure jusqu'en 2027 cependant, à la demande de Lydec, la Bourse de Casablanca procède à la radiation des titres de capital le 31 décembre 2022.
La SRM créée pour l'occasion, remplace la Lydec après trente ans de service, à un capital détenu à 25% par l’État marocain, 40% par les communes, 25% par l’ONEE et 10% par la Région de Casablanca-Settat. La SRM entre en service dès le 1er octobre 2024.

## Activités
La Lydec s'occupe de l'assainissement, de l'électricité, de l'eau et de l'éclairage public dans tous les arrondissements de la Ville de Casablanca.
Elle mène également des activités dans différentes zones du grand Casablanca.

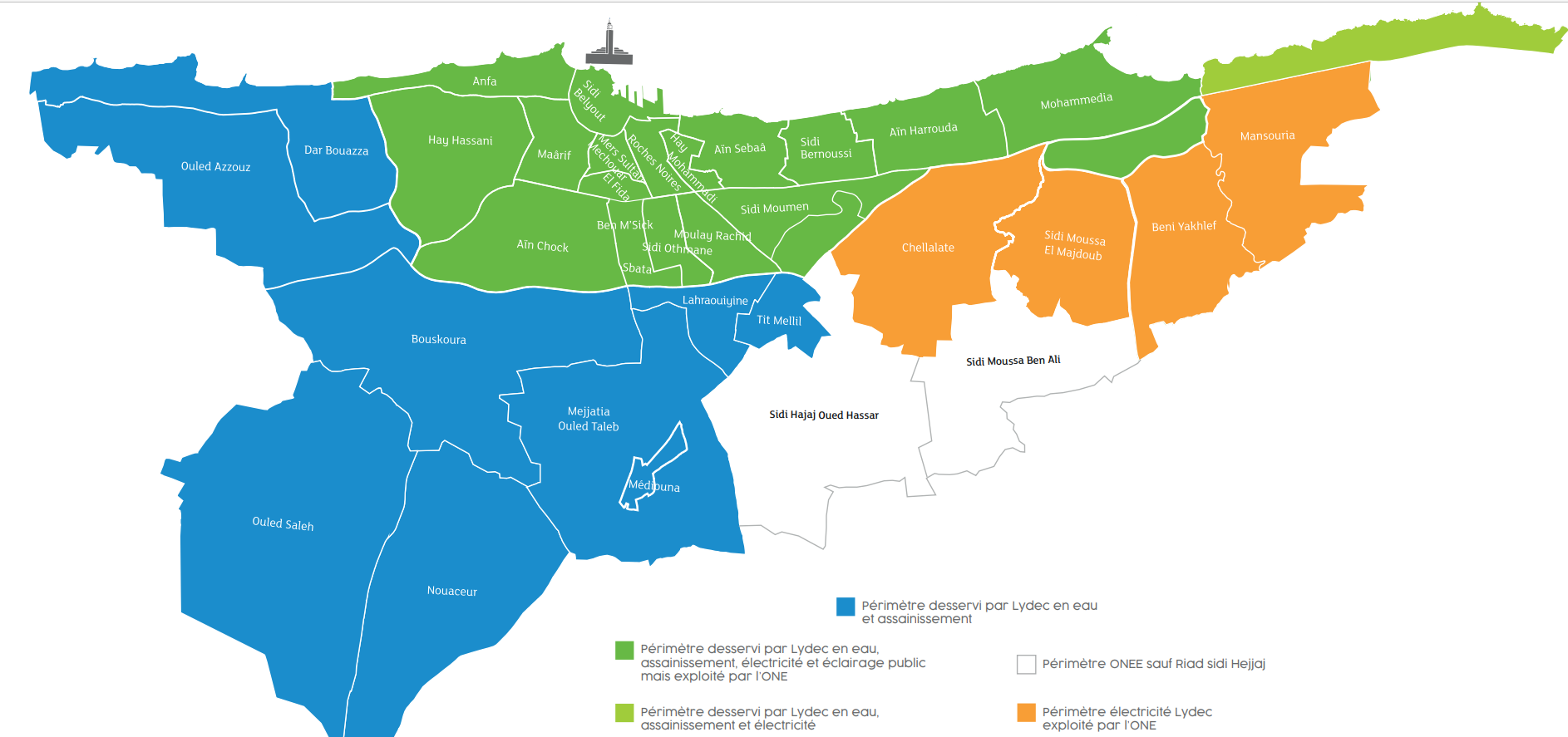
En vert, le périmètre desservi par la Lydec en eau, assainissement, électricité et éclairage. En orange, le périmètre électricité de la Lydec qui est exploité par l'ONEE. En bleu, le périmètre desservi par la Lydec en eau et en assainissement. Source : Lydec 2021.

### Distribution d’eau potable
Lydec assure l’acheminement de l’eau jusqu'au robinet du consommateur, la surveillance du réseau d’eau potable et la veille sanitaire de la qualité de l’eau distribuée. Elle est chargée de :
- sécuriser l’alimentation en eau potable et assurer la continuité de service ;
- accompagner le développement urbain et raccorder les nouvelles zones urbaines ;
- préserver la ressource en luttant contre les fuites d’eau potable ;
- garantir la conformité de l’eau distribuée à la norme marocaine en vigueur ;
- améliorer la performance du réseau de distribution d’eau.

En 2018, la société a distribué plus de 199 millions de m3 d’eau à travers 6 453 km de réseau, avec un taux de rendement de 77,33%.
La même année, le montant des investissements réalisés par Lydec dans le domaine de la distribution d'eau s'élevait à 329 millions de dirhams (environ 31 millions d'euros).

### Assainissement liquide
Lydec prend en charge l’exploitation et la maintenance des ouvrages d’assainissement situés sur le périmètre de la gestion déléguée. Lydec est chargée de :
- limiter son impact environnemental et améliorer la qualité de vie des habitants du Grand Casablanca en s’inscrivant dans le cadre de la Charte Nationale de l’Environnement et du Développement Durable et du Plan directeur antipollution de la Wilaya de Casablanca-Settat ;
- relever les défis technologiques et humains des grands projets de dépollution ;
- renouveler et réhabiliter les collecteurs et équipements (pérennisation du patrimoine) ;
- renforcer la lutte et la prévention contre les inondations ;
- veiller à la qualité des chantiers et limiter les nuisances pour les habitants.

En 2018, la société compte 139 stations de relevage des eaux usées et pluviales, 122 bassins de rétention des eaux pluviales et 50 stations de surveillance des eaux de baignade couvrant 13 plages, à travers 6 144 km de réseau. La même année, le montant des investissements réalisés par Lydec dans le domaine de l'assainissement s'élevait à 356 millions de dirhams (environ 33 millions d'euros).

### Éclairage public
Lydec gère l’exploitation et la maintenance du réseau d’éclairage public sur le périmètre électricité de la gestion déléguée et depuis 2013 sur les zones périphériques relevant du périmètre de la Commune de Casablanca. Depuis 2014, la société assure également la gestion du service « Éclairage public » des parcs et jardins de la commune de Casablanca. Lydec est chargée de :
- contribuer à la sécurité et au développement social de la ville, en mettant à niveau le réseau d’éclairage public et en éliminant les « points noirs » ;
- accompagner le développement urbain en apportant l’éclairage public aux nouveaux lotissements ;
- préserver l’environnement en maîtrisant les consommations d’énergie.

En 2018, la société compte 150 139 points lumineux (dont environ 92 000 candélabres) à travers 4 665 km de réseau, avec un taux de rendement de 95,81 %. La même année, le montant des investissements réalisés par Lydec dans le domaine de l’éclairage public s'élevait à 59 millions de dirhams (environ 5,6 millions d'euros).

### Distribution d'électricité
Lydec s'occupe de l’exploitation, la surveillance et la maintenance des ouvrages électriques et des infrastructures réseaux.
Lydec est chargée de :
- assurer la continuité et la qualité de service ;
- investir dans la création ou la rénovation des ouvrages d’infrastructures électriques pour faire face à la demande croissante en électricité ;
- pérenniser les installations électriques grâce à des équipements performants pour assurer la fiabilité et la disponibilité des sources d’alimentation ;
- veiller à la sécurité de personnes et des biens ;
- améliorer la performance du réseau électrique.

En 2018, la société compte 3 566 postes de distribution publique à travers 9 322 km de réseau (dont 2 697 km en haute tension et 6 625 km en basse tension) avec un taux de rendement de 93,32 %. La même année, le montant des investissements réalisés par Lydec dans le domaine de la distribution d'électricité s'élevait à 167 millions de dirhams (environ 15,7 millions d'euros).

## Chiffres-clés

### Effectif
En 2018, l'effectif de la société se compose de 3 326 collaborateurs.

### Données financières
Lydec est cotée à la Bourse des Valeurs de Casablanca depuis 2005. Elle entre dans la composition de l'indice MASI.
Ses données financières sont les suivantes: 
| Chiffres-clés (En millions de dirhams et arrondis) | 2012  | 2013 | 2014 | 2015  | 2016  | 2017  | 2018  | 2019 | 2020  | 2021  |
| -------------------------------------------------- | ----- | ---- | ---- | ----- | ----- | ----- | ----- | ---- | ----- | ----- |
| Chiffre d'affaires                                 | 6 475 | 6810 | 7332 | 6 934 | 7 099 | 7 217 | 7 242 | 7462 | 7 042 | 7 279 |
| Résultat d'exploitation                            | 461   | 466  | 481  | 484   | 485   | 382   | 377   | 333  | 43    | 214   |
| Résultat net                                       | 274   | 296  | 283  | 277   | 160   | 200   | 204   | 169  | -43   | 67    |

La Lydec a été accusée de  baisser artificiellement son résultat net en utilisant des charges fictives afin d'envoyer de l'argent vers l'étranger (prix de transfert) .

### Indicateurs boursiers clés
| Indicateur                                     | 2015      | 2016      | 2017      | 2018      | 2019      | 2020      | 2021      |
| ---------------------------------------------- | --------- | --------- | --------- | --------- | --------- | --------- | --------- |
| Cours de l'action au 31 décembre (en dirhams)  | 425       | 540       | 620       | 495       | 445,90    | 373,95    | 236,10    |
| Résultat net (Chiffres en millions de dirhams) | 277       | 160       | 200       | 204       | 169       | -43       | 67        |
| Nombre d'actions en circulation                | 8 000 000 | 8 000 000 | 8 000 000 | 8 000 000 | 8 000 000 | 8 000 000 | 8 000 000 |
| Bénéfice par Action                            | 34,60     | 20,00     | 25,00     | 25,50     | 21,08     | -5        | 8,42      |

#### Répartition du capital
Au 31 décembre 2018, le capital est réparti comme suit :
| Actionnaire   | Nombre d'actions | Part (en %) |
| ------------- | ---------------- | ----------- |
| SUEZ          | 4 080 000        | 51          |
| RMA           | 1 301 593        | 16,27       |
| Fipar-Holding | 1 279 499        | 15,99       |
| Flottant      | 1 338 908        | 16,74       |
| Total         | 8 000 000        | 100         |

Lors de son introduction en Bourse en 2005, son capital était le suivant : 

## Gouvernance

### Conseil d’administration
Lydec est une société anonyme à conseil d’administration
Depuis 2009, elle a opté pour la dissociation des fonctions de président et de directeur général.
Au 31 décembre 2021, le conseil d'administration de la Lydec se compose comme suit  : 
| Nom                      | Statut                                                                   | Qui est ce ? |
| Guillaume Pepy           | Président du Conseil d'Administration                                    | Représentant de SUEZ Ancien PDG de la SNCF |
| Zouheir BENSAID          | Vice-Président                                                           | Représentant de RMA PDG de l'assurance RMA Watanya Membre du conseil d'administration de Bank of Africa                                                                              |
| Azeddine GUESSOUS        | Vice-Président                                                           | Représentant de RMA Ancien Ministre chargé des relations avec la Communauté Économique Européenne. Ancien Ambassadeur du Maroc. Membre du conseil d'administration de Bank of Africa |
| Khalid ZIANE             | Administrateur                                                           | Représentant de Fipar-Holding (CDG) |
| Younes EL ADLOUNI        | Administrateur                                                           | Représentant de Fipar-Holding (CDG) |
| Bertrand CAMUS           | Administrateur                                                           | Représentant de SUEZ Directeur Général de SUEZ |
| Tiphaine HECKTSWEILER    | Administrateur                                                           | Représentante de SUEZ Directrice de la Communication du Groupe Suez Fille de l'homme politique Gérard Longuet                                                                        |
| Paul BOURDILLON          | Administrateur                                                           | Représentant de SUEZ Directeur Général Adjoint pour l'Afrique et le Moyen-Orient chez SUEZ                                                                                           |
| Ana GIROS                | Administrateur                                                           | Représentante de SUEZ Directrice Générale Déléguée de SUEZ Membre du Comité Exécutif de SUEZ                                                                                         |
| Silvina Inés SOMASCO     | Administrateur                                                           | Représentante de SUEZ Directrice Financière pour l'Afrique, le Moyen-Orient et l'Asie chez SUEZ                                                                                      |
| Mohammed BENSLIMANE      | Administrateur                                                           | Représentant de SUEZ |
| Dayae OUDGHIRI           | Administrateur indépendant                                               | Présidente du Comité d'Audit de Aradei Capital |
| Mohammed Amine BENHALIMA | Administrateur indépendant (Il était auparavant nommé par Fipar-Holding) | Ancien directeur général adjoint de la CDG |

Quelques années auparavant, en 2015 et en 2016, son conseil d'administration se composait des personnes suivantes, :
| Nom                       | Statut               | Qui est ce ?                                                                                    |
| Dominique MANGIN D’OUINCE | Président du Conseil | Représentant de Suez                                                                            |
| Azeddine GUESSOUS         | Administrateur       | Représentant de l'assurance RMA Ancien Ministre Membre du conseil d'administration de BMCE Bank |
| Mohammed Amine BENHALIMA  | Administrateur       | Représentant de Fipar-Holding (CDG)                                                             |
| Zouheir BENSAID           | Administrateur       | Représentant de RMA PDG de l'assurance RMA Membre du conseil d'administration de BMCE Bank      |
| Marie-Ange DEBON          | Administrateur       | Représentante de Suez C'est la seule femme                                                      |
| Bernard GUIRKINGER        | Administrateur       | Représentant de SUEZ                                                                            |
| Rachid LAAZIRI            | Administrateur       | Représentant de Fipar-Holding (CDG)                                                             |
| Denys NEYMON              | Administrateur       | Représentant de SUEZ DRH de Suez depuis 2004                                                    |
| Pierre-Yves POULIQUEN     | Administrateur       | Représentant de SUEZ                                                                            |

Le conseil d’administration de Lydec s’appuie sur trois comités consultatifs permanents :
- Comité d’audit ;
- Comité d’éthique et de développement durable ;
- Comité de nominations et de rémunérations.

### Instances de contrôle
La société recense différents dispositifs de management et de contrôle interne :
- Dispositif de gestion des risques ;
- Dispositif de gestion de crise ;
- Dispositif d'éthique déontologique ;
- Dispositif de contrôle interne ;
- Dispositif d'audit interne.

### Actionnariat
Au 31 décembre 2018, le capital est réparti entre les actionnaires suivants :
- Suez (51 %) : opérateur mondial spécialisé dans les métiers de l’eau et de la propreté.
- RMA (16,27 %) : opérateur du secteur de l’assurance, filiale du groupe Finance Com.
- Fipar-Holding (15,99 %) : société d’investissement du groupe CDG.
- Flottant (16,74 %) : partie des actions susceptibles d'être échangées en bourse.

## Identité

### Historique des logos

Logo de Lydec depuis 2010 (actuel).
Logo de Lydec entre 1997 et 2010 (obsolète).

## Critiques

### 2014: Rapport de la Cour des Comptes
Dans un rapport publié en février 2014, la Cour régionale des comptes de Casablanca relève plusieurs irrégularités dans la gestion déléguée de l'eau et de l'électricité du Grand Casablanca. Il est complété et synthétisé dans un rapport national sur la gestion déléguée publié en octobre de la même année. Les magistrats régionaux formulent 41 observations, en particulier :
- la rémunération des actionnaires au détriment des investissements ;
- la non-déclaration de certains clients et factures ;
- l’annulation de créances dues par certaines sociétés ;
- la sous-estimation des prix de vente déclarés ;
- des insuffisances dans le suivi des réclamations ;
- des chiffres d'affaires non déclarés.

Dans un communiqué, Lydec répond aux observations de la Cour des Comptes :
« Lydec rendra compte à la Cour du suivi des recommandations relatif aux 41 observations. Il y a lieu de souligner que les grands objectifs fixés pour la gestion déléguée à Casablanca en matière de réalisation du programme d'investissement et d'amélioration de la performance du service ont bien été respectés. »